# Lyceum Theatre (Londres)
Lyceum Theatre é um teatro de 2,000 lugares localizado na Cidade de Westminster, no West End de Londres. O teatro existe neste local desde 1765, e a construção atual, projetada por Samuel Beazley, foi inaugurada em 14 de julho de 1834. Uma reforma comandada por Bertie Crewe em 1904 alterou substancialmente o interior, mantendo apenas a fachada e o grande pórtico de Beazley. Um projeto de restauração em 1996 sob responsabilidade da firma Holohan Architets marcou o retorno do uso da construção como teatro, após longo tempo utilizada como salão de dança.

## Performances mais conhecidas
- Jesus Christ Superstar (19 de novembro de 1996 – 28 de março de 1998)
- Oklahoma! (fevereiro a junho de 1999)
- The Lion King (24 de setembro de 1999– presente)